# Lemairegisa benderi
Lemairegisa benderi är en fjärilsart som beskrevs av Paul Thiaucourt 1981. Lemairegisa benderi ingår i släktet Lemairegisa och familjen tandspinnare. Inga underarter finns listade i Catalogue of Life.